# Celama erythrostigmata
Celama erythrostigmata är en fjärilsart som beskrevs av George Francis Hampson 1894. Celama erythrostigmata ingår i släktet Celama och familjen trågspinnare. Inga underarter finns listade i Catalogue of Life.